# If I Could Make It Go Quiet
If I Could Make It Go Quiet (стилізовано як if could make it quiet) — дебютний студійний альбом норвезької інді-співачки Girl in Red, виданий 30 квітня 2021 року незалежно через лейбли AWAL та її власний — World in Red. Запис здебільшого був спродюсований самою музиканткою в парі з Матіасом Теллезом, за наявності додаткового матеріалу від Фіннеаса О'Коннела.
З позиції звучання, його описують як більш амбітне, зріле й розвинуте продовження попереднього стилю, розвиненого на основі лоуфаю та інді-року, становлення якого можна побачити на ранніх мініальбомах співачки: Chapter 1 (2018) та Chapter 2 (2019). Щодо текстової складової альбому, співачка описала його як «емоційний вислід» 2020 року, в якому вона досліджує свій особистий досвід з психічним здоров'ям, а також «різні сторони кохання».

## Критика
Альбом отримав переважно позитивні відгуки від музичних критиків, які оцінили вокальне виконання, написання пісень, ліричний зміст, продакшн та візуальний стиль альбому. Деякі критики вважають, що альбом є «найкращою роботою Girl in Red на сьогоднішній день». На Metacritic, що присвоює публікаціям середній бал із 100 оцінок, альбом отримав середню зважену оцінку в 77 балів на основі 14 рецензій, що вказує на «цілком сприятливі відгуки».

## Бекґраунд і випуск
Наприкінці 2019 та на початку 2020 року Girl in Red почала безперервно натякати на фразу «World in Red» (укр. Світ у червоному). У вересні 2019 року вона повідомила Білборду, що це буде назвою її дебютного альбому, який планувався вийти в жовтні 2020 року; також виконавиця додала, що 2020 рік стане для неї роком «світового панування», але цей «план» був зіпсований через вплив пандемії COVID-19 на музичну індустрію. У квітні 2020 року вона повідомила журналу New Musical Express, що «пандемія COVID-19 не зупинить „Світ у червоному“ (англ. World In Red)».
У квітні 2020 року була випущена композиція «Midnight Love» (укр. Опівнічна любов) як провідний сингл альбому і перший погляд на майбутній студійний дебют Girl in Red. У серпні 2020 року, другим синглом була випущена пісня «Rue». На початку березня 2021 року, незабаром після анонсу альбому в соціальних мережах, була випущена композиція «Serotonin» (укр. Серотонін, див. Серотонін) як третій сингл з альбому. Тоді ж і стало відомо, що офіційною обкладинкою альбому стане картина норвезького художника Фредріка Війга Сьоренсена. Прем'єра синглу відбулася як Hotest Record ірландської ді-джейки Енні Мак на BBC Radio 1, де сама Girl in Red назвала його «найбільшим треком, який [вона] коли-небудь випустила» та «найкращою композицією, яку [вона] коли-небудь писала або продюсувала».
Трек «Apartment 402» (укр. 402-га Квартира) було включено в саундтрек FIFA 22.

## Запис та концепція
Запис був в основному спродюсований самою Girl in Red та норвезьким музикантом Матіасом Теллезом. Це був перший раз в її кар'єрі, коли вона працювала з будь-яким іншим продюсером, окрім неї. Другий сингл з альбому, «Rue», був натхненний однойменним вигаданим персонажем з американського телесеріалу «Ейфорія» — Ру Беннет — тоді як третій сингл, «Serotonin», також містить додатковий матеріал від американського продюсера Фіннеаса О'Коннела. Він назвав «Serotonin» «однією з найкрутіших пісень, яку йому коли-небудь доводилося чути», а також сказав, що він «в захваті від того, що зміг бути частиною цього». Сама ж виконавиця розповіла виданню «New Musical Express», що «однозначно протистоїть сама собі в цьому альбомі», й описала запис як «єднальний» через присутність великої кількості як фортепіанних, так і гітарних партій. Вона також розповіла виданню «Insider» про свої плани та амбіції щодо запису й випуску альбому, зазначивши, що альбом «обіцяє більш розвинений та зрілий звук». Пісня «Serotonin» досліджує її особисту боротьбу з нав'язливими думками, які, як вона стверджувала, відчувала протягом понад 10 років.
|  | Поки назва альбому все ще тримається в секреті, Марі обіцяє, що „в цьому альбомі відбувається щось божевільне“. „Це я вам можу гарантувати. Я роблю те, чого ніколи ще до цього часу не робила. Це дуже, дуже амбітний альбом“, — заначила вона з усмішкою. Все ще притримуючись характерних рис girl in red, які ми знаємо та любимо — проте, „набагато, набагато крутіші“, як зазначає Марі — співачка зазначила, якою для неї є ідеальна реакція на її альбом: „Дідько, цього я точно не очікував! Це щось доросліше, нібито версія 2.0“. Оригінальний текст (англ.) And while its title is still under wraps, she promises that "there's some crazy shit going down on this album. I can tell you that for sure. I'm doing things I've never done before. It's a very, very ambitious album." Still bearing the distinctive girl in red hallmarks we know and love – "except way, way cooler," Marie notes – the singer is already sure of her ideal reaction to the album: "'Holy fuck, I didn't see this coming! This is some grown, 2.0 shit.'" |

## Список композицій
Автор музики і слів є Girl in Red. Всі треки спродюсовані самою Girl in Red та Матіасом Теллезом. Сингл «Serotonin» спродюсований Girl in Red, Матіасом Теллезом та Фіннеасом О'Коннеллом. 
| список треків If I Could Make It Go Quiet | список треків If I Could Make It Go Quiet | список треків If I Could Make It Go Quiet |
| #                                         | Назва                                     | Тривалість                                |
| ----------------------------------------- | ----------------------------------------- | ----------------------------------------- |
| 1.                                        | «Serotonin»                               | 3:02                                      |
| 2.                                        | «Did You Come?»                           | 3:10                                      |
| 3.                                        | «Body and Mind»                           | 3:06                                      |
| 4.                                        | «hornylovesickmess»                       | 2:55                                      |
| 5.                                        | «midnight love»                           | 3:13                                      |
| 6.                                        | «You Stupid Bitch»                        | 3:15                                      |
| 7.                                        | «Rue»                                     | 3:36                                      |
| 8.                                        | «Apartment 405»                           | 3:25                                      |
| 9.                                        | «.»                                       | 2:46                                      |
| 10.                                       | «I'll Call You Mine»                      | 3:21                                      |
| 11.                                       | «it would feel like this»                 | 1:20                                      |
| 33:09                                     |                                           |                                           |

## Чарти та історія випуску
| Чарти                                                   | Найвища позиція |
| ------------------------------------------------------- | --------------- |
| Австралія Australian Albums (ARIA)                      | 10              |
| Австрія Austrian Albums (Ö3 Austria)                    | 32              |
| Бельгія Belgian Albums (Ultratop Flanders)              | 11              |
| Бельгія Belgian Albums (Ultratop Wallonia)              | 83              |
| Нідерланди Dutch Albums (MegaCharts)                    | 7               |
| Фінляндія Finnish Albums (Suomen virallinen lista)      | 30              |
| Німеччина German Albums (Offizielle Top 100)            | 19              |
| Ірландія Irish Albums Chart (OCC)                       | 10              |
| Литва Lithuanian Albums (AGATA)                         | 22              |
| Нова Зеландія New Zealand Albums (RMNZ)                 | 31              |
| Норвегія Norwegian Albums (VG-lista)                    | 2               |
| Польща Polish Albums (ZPAV)                             | 21              |
| Шотландія Scottish Albums Chart (OCC)                   | 8               |
| Швеція Swedish Albums (Sverigetopplistan)               | 31              |
| Швейцарія Swiss Albums (Schweizer Hitparade)            | 33              |
| Велика Британія Official Albums Chart (OCC)             | 7               |
| Велика Британія Official Independent Albums Chart (OCC) | 4               |
| США Billboard200 (Billboard)                            | 67              |
| США Independent Albums (Billboard)                      | 8               |
| США Top Alternative Albums (Billboard)                  | 8               |
| США Top Rock Albums (Billboard)                         | 11              |

| Регіон    | Дата           | Формат                              | Лейбл | Каталог        | Джерело      |
| --------- | -------------- | ----------------------------------- | ----- | -------------- | ------------ |
| Різні     | 30 квітня 2021 | Цифрове завантаження стримінг CD LP | AWAL  |                | [ 4 ] [ 49 ] |
| Австралія | 30 квітня 2021 | CD                                  | AWAL  | GIR002CD       | [ 50 ]       |
| Австралія | 30 квітня 2021 | LP                                  | AWAL  | GIR002LPSIGNED | [ 51 ]       |